# 墨西哥國家憲兵
墨西哥國家憲兵（Gendarmería Nacional Mexicana，縮寫：GN）是墨西哥的国家宪兵，又是墨西哥联邦警察（Federal Police）一个成员。
国家宪兵是墨西哥和第57届现任总统恩里克·培尼亚·涅托主持下2014年8月22日创建的。国家宪兵的建立是为了墨西哥总统的内部安全政策，以取代墨西哥军队的角色。前总统费利佩·卡尔德龙部署军队以打击有组织犯罪和墨西哥毒品戰爭。国家宪兵的创建是由于两个原因：恢复墨西哥军队到原来的角色（保护国家），并维护公民安全。

## 发展
恩里克培尼亚·涅托2012年4月9日竞选墨西哥总统期间提出创建宪兵。一当选总统，培尼亚·涅托重申其致力于打造此宪兵部队，灵感来自于法国国家宪兵。

## 組織
2014年8月27日Manelich Cravioto卡斯蒂利亚被任命为墨西哥宪兵团长。宪兵总部设在墨西哥州巴耶 - 布拉沃。